# Санта-Марта-де-Портузелу
Санта-Марта-де-Портузелу (порт. Santa Marta de Portuzelo)  —  район (фрегезия) в Португалии,  входит в округ Виана-ду-Каштелу. Является составной частью муниципалитета  Виана-ду-Каштелу. По старому административному делению входил в провинцию Минью. Входит в экономико-статистический  субрегион Минью-Лима, который входит в Северный регион. Население составляет 5500 человек на 2006 год. Занимает площадь 6,72 км².
Покровителем района считается Святая Марта (порт. Santa Marta). 